# Vincent Bradford
Vincent Hayden Senser Bradford (3 marzo 1955) è un'ex schermitrice statunitense.

## Biografia
Ha partecipato ai Giochi della XXIII Olimpiade di Los Angeles nel 1984.

## Palmarès
In carriera ha conseguito i seguenti risultati:
- Giochi Panamericani:

San Juan 1979: bronzo nel fioretto a squadre.
Caracas 1983: argento nel fioretto a squadre.
Indianapolis 1987: bronzo nella spada individuale.